# Вім Кіфт
Вім Кіфт (нід. Wim Kieft, нар. 12 листопада 1962, Амстердам) — нідерландський футболіст, нападник. Володар Золотого бутса УЄФА найкращому бомбардиру національних чемпіонатів Європи.
Насамперед відомий виступами за клуби «Аякс» та ПСВ, а також національну збірну Нідерландів.
Шестиразовий чемпіон Нідерландів. Чотириразовий володар Кубка Нідерландів. Володар Суперкубка Нідерландів. Володар Кубка Мітропи. Володар Кубка чемпіонів УЄФА. У складі збірної — чемпіон Європи.

## Клубна кар'єра
У дорослому футболі дебютував 1979 року виступами за команду клубу «Аякс», в якій провів чотири сезони, взявши участь у 96 матчах чемпіонату.  Більшість часу, проведеного у складі «Аякса», був основним гравцем атакувальної ланки команди. У складі «Аякса» був одним з головних бомбардирів команди, маючи середню результативність на рівні 0,72 голу за гру першості. За цей час тричі виборював титул чемпіона Нідерландів, ставав володарем Кубка Нідерландів.
Згодом з 1983 по 1987 рік грав в Італії, у складі команд клубів «Піза» та «Торіно». Протягом цих років додав до переліку своїх трофеїв титул володаря Кубка Мітропи.
Своєю грою за останню команду привернув увагу представників тренерського штабу клубу ПСВ, до складу якого приєднався 1987 року. Відіграв за команду з Ейндговена наступні три сезони своєї ігрової кар'єри. Граючи у складі ПСВ також здебільшого виходив на поле в основному складі команди. В новому клубі був серед найкращих голеодорів, відзначаючись забитим голом в середньому щонайменше у кожній другій грі чемпіонату.
Протягом 1990—1991 років захищав кольори команди французького «Бордо».
У 1991 році повернувся до клубу ПСВ, за який відіграв 3 сезони.  Тренерським штабом нового клубу також розглядався як гравець «основи». Продовжував регулярно забивати, в середньому 0,39 рази за кожен матч чемпіонату. Завершив професійну кар'єру футболіста виступами за команду «ПСВ Ейндговен» у 1994 році.

## Виступи за збірну
У 1981 році дебютував в офіційних матчах у складі національної збірної Нідерландів. Протягом кар'єри у національній команді, яка тривала 13 років, провів у формі головної команди країни 43 матчі, забивши 11 голів.
У складі збірної був учасником чемпіонату Європи 1988 року у ФРН, здобувши того року титул континентального чемпіона, чемпіонату світу 1990 року в Італії, чемпіонату Європи 1992 року у Швеції.

## Титули і досягнення

### Командні
- Чемпіон Нідерландів (6):

«Аякс»: 1979–80, 1981–82, 1982–83
ПСВ: 1987–88, 1988–89, 1991–92
- Володар Кубка Нідерландів (4):

«Аякс»: 1982–83
ПСВ: 1987–88, 1988–89, 1989–90
- Володар Суперкубка Нідерландів (1):

ПСВ: 1992
- Володар Кубка Мітропи (1):

«Піза»:  1985–86
- Володар Кубка європейських чемпіонів (1):

ПСВ: 1987–88
- Чемпіон Європи (1):

Нідерланди: 1988

### Особисті
- Володар Золотої бутси: 1982
- Найкращий бомбардир розіграшу Кубка УЄФА: 1986–87
- Найкращий бомбардир Ередивізі (2): 1981–82, 1987–88

## Статистика
Статистика клубних виступів:
| Турнір                   | «Аякс» | «Аякс» | «Піза» | «Піза» | «Торіно» | «Торіно» | ПСВ | ПСВ | «Бордо» | «Бордо» | Всього | Всього |
| Турнір                   | І      | Г      | І      | Г      | І        | Г        | І   | Г   | І       | Г       | І      | Г      |
| ------------------------ | ------ | ------ | ------ | ------ | -------- | -------- | --- | --- | ------- | ------- | ------ | ------ |
| Міжконтинентальний кубок | —      | —      | —      | —      | —        | —        | 1   | 0   | —       | —       | 1      | 0      |
| Кубок чемпіонів          | 4      | 0      | —      | —      | —        | —        | 26  | 4   | —       | —       | 30     | 4      |
| Кубок кубків             | 1      | 0      | —      | —      | —        | —        | —   | —   | —       | —       | 1      | 0      |
| Кубок УЄФА               | —      | —      | —      | —      | 6        | 5        | 2   | 0   | 4       | 0       | 12     | 5      |
| Чемпіонат                | 96     | 69     | 53     | 10     | 19       | 8        | 170 | 89  | 26      | 3       | 364    | 179    |
| Кубок                    | 16     | 10     | 11     | 8      | 7        | 3        |     |     |         |         | 34     | 21     |
| Суперкубок Нідерландів   | —      | —      | —      | —      | —        | —        | 1   | 0   | —       | —       | 1      | 0      |
| Чемпіонат Італії (Д-2)   | —      | —      | 38     | 15     | —        | —        | —   | —   | —       | —       | 38     | 15     |
| Кубок Мітропи            | —      | —      | 2      | 1      | —        | —        | —   | —   | —       | —       | 2      | 1      |
| Всього                   | 117    | 79     | 104    | 34     | 32       | 16       | 199 | 93  | 30      | 3       | 482    | 225    |